# خرشک
خرشک، روستایی از توابع بخش رحمت‌آباد و بلوکات شهرستان رودبار در استان گیلان ایران است. این روستا که سابقه ای چند صد ساله دارد از دو بخش خرشک پایین و خرشک بالا تشکیل شده است که در گویش محلی به "جیر محله" و "جوئر محله" معروفند.
خرشک بالای دارای یک منطقه فاقد سکونت به نام اشکته که در واقع آتشکده می باشد که در زمان اشکانیان مورد استفاده بوده است و دارای آثار و بقایای تاریخی زیادی از آن دوره می باشد.
خر در لغت به معنای بزرگ می باشد.
خرشک از دو کلمه «خر» و «اشک» تشکیل شده است کلمه «اشک» از اشکانی گرفته شده است و به مرور در ترکیب با کلمه «خر» به خرشک تبدیل شده است و در واقع به معنای اشکانی بزرگ یا اشک بزرگ می باشد.

## جمعیت
این روستا در دهستان رحمت‌آباد قرار دارد و براساس سرشماری مرکز آمار ایران در سال ۱۳۸۵، جمعیت آن ۱۲۴ نفر (۴۳خانوار) بوده‌است.

## تهدید به نابودی توسط کوه‌خواران
در تاریخ اول خردادماه سال ۱۴۰۰ قسمتی از کوه مجاور محله‌ی خرشک پایین دچار رانش شدید شده و به داخل روستا ریزش کرد.
دلیل این حادثه برداشت بی‌رویه و غیراصولی (شن و ماسه) از معدن بالادست اعلام شد. 
در تاریخ دوم خرداد سال ۱۴۰۰ تمامی روستا تخلیه شد.
والبته تاکنون هیچ اقدام مثبتی مبنی بر اسکان مردم صورت نگرفته 1401/08/29